# Fridolinhaus

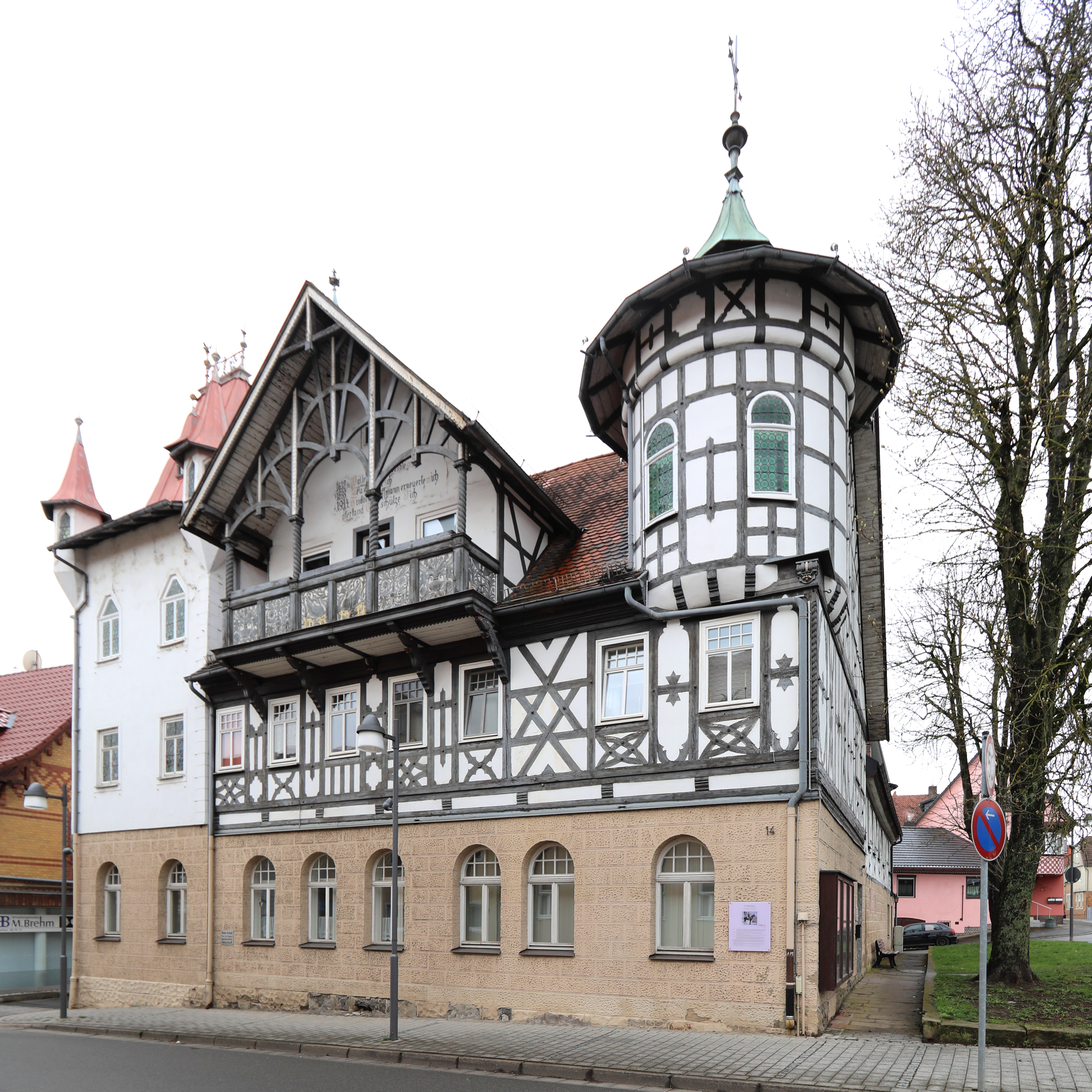
Fassade Heldburger Straße

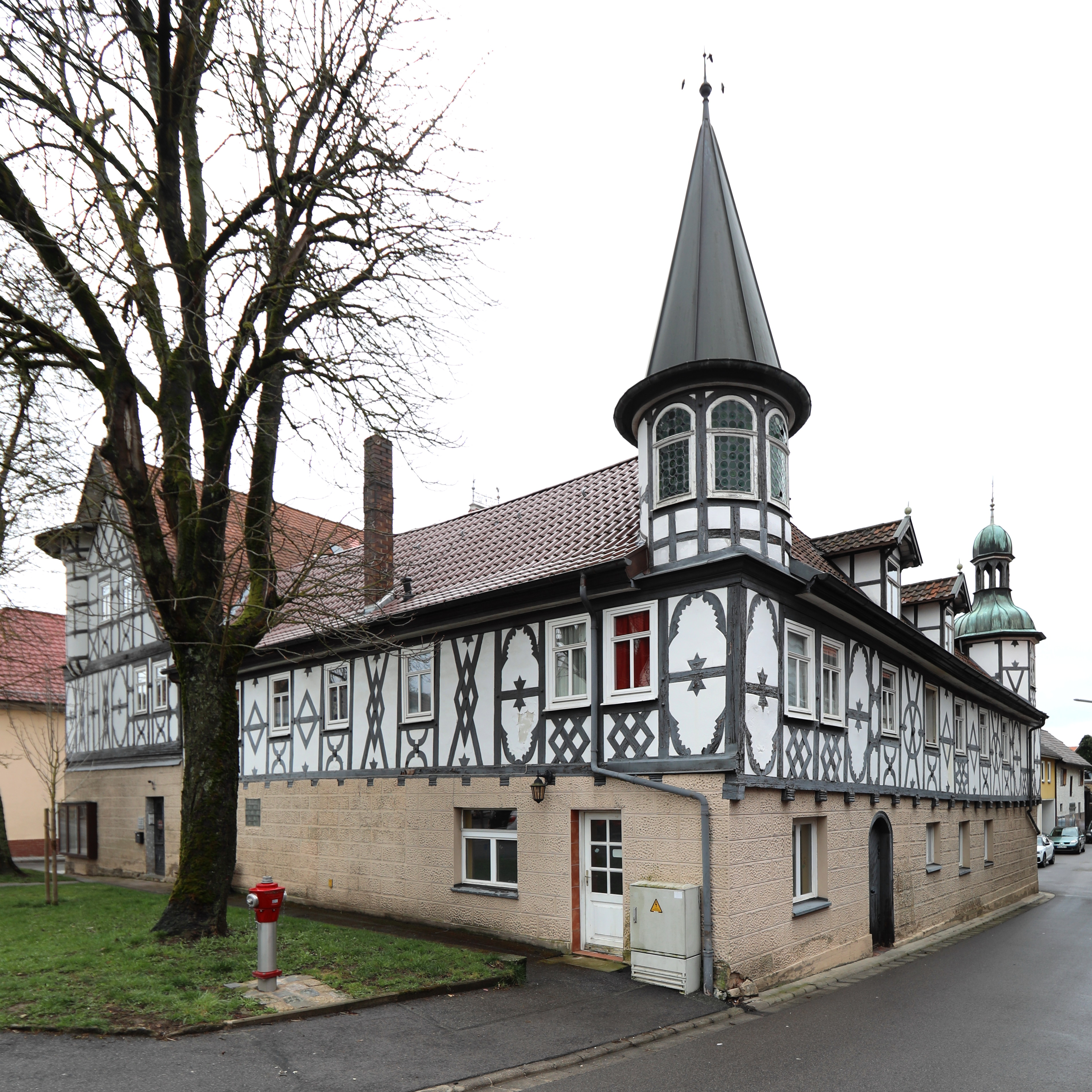
Fassade Alexandrinenstraße, Gerbergasse

Das Fridolinhaus steht in der oberfränkischen Stadt Bad Rodach im Landkreis Coburg. Das denkmalgeschützte Wohn- und Geschäftshaus in der Heldburger Straße 14 ist ein das Stadtbild prägender Fachwerkbau mit einem massiven Erdgeschoss. Der Gebäudename geht auf den ehemaligen Eigentümer Fridolin Hoffmann zurück, der das Anwesen Anfang des 20. Jahrhunderts sanieren und neugestalten ließ.

## Geschichte
Markgräfin Katharina von Meißen veranlasste 1386 den Bau der Rodacher Stadtmauer, die unter anderem ein Stadttor an der Ausfallstraße nach Heldburg erhielt. Da die Stadttore nachts geschlossen wurden, errichtete ein Wirt vor dem Heldburger Tor einen Gasthof für zu spät eintreffende Reisende. Im Dreißigjährigen Krieg wurde am 5. Oktober 1632 der Gasthof, wie die Stadt, durch kaiserliche Truppen unter Führung von General Wallenstein und Kurfürst Maximilian I. zerstört. Nach dem Wiederaufbau entwickelte sich das Anwesen zu einem geschlossenen Bauernhof.
Fridolin Hoffmann (1869–1953) übernahm das Gebäude Ende der 1890er Jahre von der Familie seiner Frau. Ab 1891 betrieb er in dem Haus ein Geschäft für „Kolonial-, Material-, Eisen-, Kurz- und Galanteriewaren“. Anfang der 1900er Jahre ließ Hoffmann das Gebäude erstmals umgestalten. Die Hintergebäude an der Alexandrinenstraße und Gerbergasse wurden saniert und mit zwei Ecktürmen versehen. Von 1913 bis 1914 folgte die Instandsetzung und Neugestaltung des Vorderhauses an der Heldburger Straße.

## Architektur
Der vierseitige Gebäudekomplex hat Ecktürme und ein umlaufendes, massives Erdgeschoss, auf dem Fachwerkbauten stehen. An der Südseite ist das Tor zum Innenhof angeordnet. Das Haupthaus entlang der Heldburger Straße mit seinem zweigeschossigen Fachwerkbau besitzt eine repräsentative Fassade. Mittig sind ein großes Zwerchhaus und ein Balkon angeordnet. Das Satteldach des Zwerchhauses überspannt auch den reich verzierten Balkon. Den Zwerchhausgiebel schmückt der Spruch „1632 Wallenstein verbrannte mich, 1633 neu entstand ich, 1914 Fridolin Hoffmann erneuerte mich, Vaterland Gott schütze mich.“ Die drei anderen Gebäudeseiten kennzeichnen eingeschossige Fachwerkaufbauten.